# Modropláštník nádherný
Modropláštník nádherný (Malurus cyaneus) je malý pěvec z čeledi modropláštníkovitých.

## Popis
U tohoto druhu je patrný velmi výrazný sexuální dimorfismus. Samci ve svatebním šatě mají jasné světle modré opeření na hlavě, její zbývající část, zátylek a hřbet je černý, křídla jsou tmavá, ocas tmavě modrý a spodina těla světlá. Samci v šatě prostém se podobají samicím a mladým ptákům, kteří jsou svrchu hnědí a ze spodní strany bílí s červeným zobákem.

## Výskyt
Je běžný na území jihovýchodní Austrálie, obývá přitom celou řadu biotopů, od lesů, luk a vřesovišť po zahrady, v místě svého výskytu však vždy požaduje hustý podrost.

## Ekologie
Stejně jako ostatní druhy modropláštníků vykazuje i modropláštník nádherný několik zvláštních charakteristik ve svém chování. Je sice monogamní, ale zároveň i pohlavně promiskuitní, což znamená, že ačkoli žije v párech tvořených samicí a samcem, každý z jeho členů se páří se zástupci jiného páru. Zvláštností jsou i jeho námluvy, při kterých samec trhá žluté květy a přináší je samici. Modropláštníci se také umí bránit proti hnízdnímu parazitismu; při inkubaci vajec samice zpívá specifickou melodii, kterou její následně vylíhlá mláďata reprodukují a dávají tak samici najevo, že jsou hodna její péče. V případě zjištění přítomnosti cizího mláděte, které melodii neovládá, pár opustí hnízdo a založí si nové. 
Je stálý a územní. Živí se zejména hmyzem, ale v jeho potravě se v menší míře objevují i semena. Kulovité hnízdo tvořené travinami a pavučinami si staví méně jak 1 m nad zemí. Klade 3–4 matně bílá, 12–16 mm velká vejce. Délka inkubace trvá přibližně 14 dnů.